# Procloeon simplex
Procloeon simplex är en dagsländeart som först beskrevs av Mcdunnough 1925.  Procloeon simplex ingår i släktet Procloeon och familjen ådagsländor. Inga underarter finns listade i Catalogue of Life.